# Bonnie Castillo
Bonnie Castillo (Estados Unidos, 1960) é uma ativista e diretora executiva da National Nurses United e do Comitê Organizador da Associação de Enfermeiros da Califórnia.  Em 2020, apareceu na lista de 100 pessoas mais influentes do ano pela Time.